# احتجاجات الجبل الأسود 2019
احتجاجات الجبل الأسود 2019 هي احتجاجات بدأت في فبراير 2019 ضد الرئيس الحالي ميلو جوكانوفيتش والحكومة التي يقودها رئيس الوزراء دوسكو ماركوفيتش للحزب الديمقراطي الاشتراكي الحاكم، الذي كان في السلطة منذ عام 1991.

## الخلفية

### مزاعم الفساد
في عام 2015، اختارت شبكة الصحفيين الاستقصائيين في قائمة الجريمة المنظمة والفساد رئيس الجبل الأسود ورئيس وزراءه ميلو تشوكانوفيتش "شخصيتي العام في الجريمة المنظمة"؛ بعد أن اختارتهم صحيفة ذي إندبندنت البريطانية في قائمة قادة العالم العشرين الأكثر ثراءً منذ خمس سنوات. أنكر ميلو تشوكانوفيتش معظم الادعاءات حول ثروته.
في عام 2016، قُبض على نائب حزب الجبل الأسود الديمقراطي الاشتراكي بزعامة سفيتوزار ماروفيتش فيما يتعلق بقضية فساد طال أمدها تتعلق بمسقط رأسه بودفا؛ وصفه مكتب المدعي العام في الجبل الأسود بأنه "رئيس مجموعة بوديا الإجرامية"، وهو ما اعترف به لاحقًا في المحكمة.

### تسريبات
في منتصف يناير، انتشر مقطع فيديو يعود لعام 2016 يبرز ميلو تشوكانوفيتش الحليف السابق لرجل الأعمال دوسكو كنيزيفيتش ورئيس مجموعة أطلس التي يوجد مقرها في الجبل الأسود، وهو يسلم عمدة بودغوريتشا وعضو للحزب الديمقراطي للاشتراكيين رفيع المستوى في حزب الجبل الأسود الديمقراطي الاشتراكي يدعى سلافوليوب ستيجوفيتش، مغلفا يحتوي حسبما أفصح عنه رجل الأعمال كنيزيفيتش في وقت لاحق مبلغا يقدر ب97000 دولار، لتمويل حملة الانتخابات البرلمانية. وبعد فراره إلى لندن، صرح رجل الأعمال لوسائل الإعلام أنه كان يقدم هذه الأموال غير المبلغ عنها إلى الحزب منذ 25 عامًا.
أظهر فيديو آخر صدر في فبراير لرجل الأعمال دوسكو كنيزيفيتش مسؤولًا كبيرًا في البنك المركزي في الجبل الأسود يطلب رشوة بغية عدم إرسال مفتشين إلى أحد بنوك كنيزيفيتش. وقد أصدر أيضًا وثائق تدعي أنها ساعدت في تمويل الرحلات الفخمة إلى الخارج والنفقات الشخصية لرئيس الوزراء ميلو تشوكانوفيتش.

### محاولة القتل
في أوائل مايو 2018، أُطلق النار على أوليفيرا لاكيتش، وهي صحفية تحقيق من جريدة الجبل الأسود اليومية فجيستي، أمام منزلها في بودغوريتسا بعد أن نشرت سلسلة من المقالات حول أعمال مزعومة تنطوي على مسؤولين كبار في الدولة وعائلاتهم. حتى الآن، لا تزال هوية الشخص الذي أطلق النار عليها غير معروفة.

### الاحتيال الانتخابي
قاطع 39 نائب معارضة (من أصل 81 في المجموع) البرلمان منذ تشكيل الدعوة الحالية في ديسمبر 2016، بسبب ادعاءات التزوير الانتخابي في الانتخابات البرلمانية لعام 2016. حيث طالب المقاطعون بإجراء انتخابات مبكرة وإصلاح القوانين الانتخابية.
قرر حزب المعارضة الرئيسي حزب الجبهة الديمقراطية، إنهاء المقاطعة والعودة إلى قبة البرلمان في ديسمبر 2017، مثل حزب يونايتد مونتينيغرو المؤسس حديثًا. فيما قرر كل من الحزب الاشتراكي الديمقراطي و DEMOS إنهاء المقاطعة والعودة إلى البرلمان، بعد النتائج السيئة في الانتخابات المحلية في مايو 2018، في المقابل غادر حزب الشعب الاشتراكي حزب الجبل الأسود الديمقراطي وحركة الإصلاح المتحدة، الذي بقي في المقاطعة مع نفس المتطلبات.

## احتجاجات مكافحة الفساد
بدأت المظاهرات والاحتجاجات بعد الكشف عن التسريبات والمستندات التي تورط كبار المسؤولين في اختلاس الأموال المشبوهة لصالح حزب ميلو تشوكانوفيتش.
تم تنظيم المظاهرات من قبل 97000 ضخصا من المجتمع المدني، ضمت المجموعة عددا من المثقفين والأكاديميين ونشطاء المنظمات غير الحكومية والصحفيين وبدعم من أحزاب المعارضة البرلمانية في الجبل الأسود مثل حزب الجبل الأسود الديمقراطي، حركة الإصلاح المتحدة، حزب ديموس، حزب الشعب الاشتراكي، الحزب الديمقراطي الاجتماعي للجبل الأسود، يونايتد مونتينيغرو، وكذلك تحالف حزب الجبهة الديمقراطية (جميع نواب المعارضة البالغ عددهم 39، من أصل 81 عضوًا) والأحزاب الخارجة عن البرلمان التي تم تشكيلها حديثًا مثل حزب الجبل الأسود الحقيقي اشعبوي وحزب الجبل الأسود الليبيرالي وحزب اليسار الجديد اليساري.
طالب جميع المحتجين الحكومة بالتمسك بتشكيل حكومة تكنوقراطية، على أساس أن شروط إجراء انتخابات حرة وشفافة ليست موجودة، بل وأيضًا استقالة الرئيس ميلو جوكانوفيتش ورئيس المدعي العام للجريمة المنظمة، وأشخاص آخرين. كان جمال بيروفيتش، وهو ناشط مدني وعضو سابق في التحالف الليبرالي القائد وأهم شخصية في المظاهرة.